# Pruna
Pruna település Spanyolországban, Sevilla tartományban. Pruna Morón de la Frontera, La Puebla de Cazalla, Villanueva de San Juan, Algámitas és Olvera községekkel határos. Lakosainak száma 2509 fő (2024).

## Népesség
A település népessége az elmúlt években az alábbi módon változott:
| Lakosok száma | 3219 | 3057 | 2950 | 2913 | 2836 | 2740 | 2671 | 2603 | 2563 | 2509 |
|               | 2001 | 2004 | 2007 | 2009 | 2012 | 2014 | 2017 | 2019 | 2022 | 2024 |